# NGC 4113
NGC 4113 (NGC 4122) é uma galáxia espiral barrada (SBab) localizada na direcção da constelação de Coma Berenices. Possui uma declinação de +32° 59' 46" e uma ascensão recta de 12 horas, 07 minutos e 08,5 segundos.
A galáxia NGC 4113 foi descoberta em 29 de Abril de 1827 por John Herschel.